# Ruth Cyron-Noél
Ruth Cyron-Noél, geborene Ruth Schulz-Noél, auch nur Ruth Cyron, (* 7. Januar 1899 in Cottbus; † nach 1945) war eine deutsche Schriftstellerin.

## Leben
Ruth Schulz-Noél wurde in Cottbus geboren, später lebte sie in den westfälischen Städten Soest und Dortmund (Körne). Nach ihrer Heirat trug sie den Namen Ruth Cyron, als Schriftstellerin benutzte sie  den Namen Ruth Cyron-Noél.
Die Quellenlage zu ihrer Abstammung sowie zu ihrem Leben und ihrer schriftstellerischen Arbeit ist unergiebig und beschränkt sich auf rudimentäre Angaben in verschiedenen lexikalischen Nachschlagewerken und Literaturhandbüchern, die von der Autorin selbst stammen.
Als ihr literarisches Werk werden nur ein Roman und ein Hörspiel genannt, der Roman soll 1939 erschienen sein. Sie wird zuerst in dem von der Reichsschrifttumskammer (RSK) herausgegebenen Schriftsteller-Verzeichnis 1942 erwähnt. Obwohl Cyron wegen der Geringfügigkeit ihrer schriftstellerischen Tätigkeit von der Mitgliedschaft zur RSK oder zum RSK-nahen Reichsverband Deutscher Schriftsteller (RDS) befreit war, gehörte sie während der Zeit des Nationalsozialismus zum Kreis der von den Nationalsozialisten „anerkannten“ Schriftsteller.
Nach 1945 war Ruth Cyron Mitglied im Westdeutschen Autorenverband und später in der Nachfolgeorganisation Verband deutscher Schriftsteller.

## Werke (Auswahl)
- 1939: Junge Brautleute (Roman)[4][5]
- 1939: Kochen ist eine Kunst (Hörspiel)[5]